# 维拉诺瓦足球俱乐部
维拉诺瓦足球俱乐部是巴西戈亚尼亚市的一个足球俱乐部。该队现在参加巴西足球乙级联赛。

## 荣誉
- 巴西足球丙级联赛
  - 冠军：1996
- 戈亚斯州足球锦标赛
  - 冠军：1961, 1962, 1963, 1969, 1973, 1977, 1978, 1979, 1980, 1982, 1984, 1993, 1995, 2001, 2005